# Поваляев, Игорь Станиславович
Игорь Станиславович Поваляев (16 ноября 1962, Ташкент, Узбекская ССР, СССР) — советский футболист. Защитник. Мастер спорта СССР (1988).

## Карьера
Воспитанник РОШИСП им. Германа Титова (Ташкент).
За свою карьеру выступал в советских и российских командах «Пахтакор» (Ташкент), «Звезда» (Джизак), «Сохибкор» (Халкабад), «Ростсельмаш» (Ростов-на-Дону), «Спартак» (Москва), «Локомотив» (Москва), «Динамо» (Ставрополь), «Источник» (Ростов-на-Дону), «Техинвест-М» (Московский), СКА (Ростов-на-Дону), «Колос» (Павловская), «Шахтёр» (Шахты), «Авангард» (Ростов-на-Дону) и за мальтийский клуб «Биркиркара».